# Thomas Biehl
Thomas Biehl, född den 10 maj 1971 i Sønderborg, är en dansk skådespelare.

## Filmografi
- At kende sandheden (2002)
- Brutal Incasso (2005)
- Næste skridt (2006)
- Det perfekte kup (2008)
- Krokodillerne (2009)

### Tv-serier
- Anna Pihl (2006-2008)
- 2900 Happiness (2009)
- Blekingegadebanden (2009)